# Бартоломій Ґіжицький
Гіжицький Варфоломей Каетанович — старший (1672—1768), полковник військ коронних, ловчий черський у 1739—1746 роках, подстолій і поскарбій черський, каштелян вишогрудський з 1746 року. 1764 року брав участь в обранні короля Станіслава II Августа Понятовського.
Був одружений зі Францишкою з Ромерів, в шлюбі народилися Каетан, Тадеуш, Кароліна.

### Спадок
Лише 1782 року відбувся поділ маєтностей між синами Бартоломія Ґіжицького-старшого. Краснопіль одержав Каєтан, підстолій овруцький (1767), хорунжий житомирський (1779) і київський (1784), маршалок Барської конфедерації Волинського воєводства(1768), засновник першої лінії роду. Він збудував у Краснополі палац архітектура якого поєднувала венеціансько-готичні риси. У палаці зберігались багаті колекції картин, срібла, порцеляни.
Маєток успадкувала його донька Саломея, яка внесла Краснопіль як посаг до родини чоловіка — Домініка Оскерка, ротмістра кавалерії та кавалера орденів Орла Білого та св. Станіслава.
Про Б.Гіжицького написав Д.Охоцький

## Інтернет-ресурси
- Mowy Bartłomieja Giżyckiego w bibliotece Polona